# João de Deus Pinheiro
João de Deus Pinheiro, GCC, n. 11 de julio de 1945 en Lisboa, es un político portugués y miembro del Parlamento Europeo por la coalición Partido Social Demócrata y Centro Democrático Social / Partido Popular; parte del grupo Partido Popular Europeo - Demócratas Europeos. Fue Comisario Europeo bajo la presidencia de Jacques Delors y Jacques Santer. Sucedió a António Cardoso e Cunha como Comisario Europeo portugués.
Fue Ministro de Educación entre los años 1985-1997, Ministro de Asuntos Exteriores entre los años 1987-1992; en ese papel fue uno de los negociadores de la UE para el acuerdo de Brioni que terminó la guerra en Eslovenia en 10 días en 1991.
- Datos: Q722614
- Multimedia: João de Deus Pinheiro / Q722614